# رونی کارول
رونی کارول (به انگلیسی: Ronnie Carroll) (زاده ۱۸ اوت ۱۹۳۴-درگذشته ۱۳ آوریل ۲۰۱۵) خواننده ایرلندی بود.
او نماینده بریتانیا در یوروویژن ۱۹۶۳ بود.